# Trachelyopterus insignis
Trachelyopterus insignis es una especie de pez de la familia Auchenipteridae en el orden de los Siluriformes.

## Morfología
• Los machos pueden llegar alcanzar los 20 cm de longitud total.

## Hábitat
Vive en zonas de clima tropical (entre 23-38 °C).

## Distribución geográfica
Se encuentran en Sudamérica: cuenca del río Magdalena.